# Macedonia Północna
Macedonia Północna (mac. Северна Македонија, alb. Maqedonia e Veriut; Republika Macedonii Północnej, Република Северна Македонија, Republika e Maqedonisë së Veriut, dawniej Macedonia) – państwo w Europie Południowej na Półwyspie Bałkańskim, powstałe w wyniku rozpadu Jugosławii, obejmujące swoim terytorium około 38% regionu historyczno-geograficznego Macedonia. Do 12 lutego 2019 nazwa państwa brzmiała Macedonia (Była Jugosłowiańska Republika Macedonii, oficjalnie państwo nazywało się: Republika Macedonii). Od 27 marca 2020 Macedonia Północna jest członkiem NATO.

## Nazwa

Pierwsza flaga niepodległej Republiki Macedonii z lat 1991–1992

Druga flaga Macedonii z lat 1992–1995, zmieniona po greckich protestach

Po rozpadzie Jugosławii w 1991 roku jedna z jej republik (Socjalistyczna Republika Macedonii) ogłosiła niepodległość jako Republika Macedonii, w skrócie Macedonia. Spowodowało to oburzenie ze strony Grecji, która uważała się za jedynego spadkobiercę tradycji starożytnej Macedonii. Z powodu konfliktu o nazwę, Grecja blokowała członkostwo Macedonii w instytucjach międzynarodowych. Wobec tego na forum Organizacji Narodów Zjednoczonych Republika Macedonii oficjalnie została przyjęta jako Była Jugosłowiańska Republika Macedonii (mac. Поранешна Југословенска Република Македонија), znana także pod angielskim akronimem FYROM (Former Yugoslav Republic of Macedonia).
Nazwę „Republika Macedonii” uznawało oficjalnie 125 krajów na świecie ze 154, z którymi Macedonia utrzymywała wówczas stosunki dyplomatyczne, w tym trzech stałych członków Rady Bezpieczeństwa Organizacji Narodów Zjednoczonych: Chiny, Stany Zjednoczone i Rosja; sześciu członków Organizacji Traktatu Północnoatlantyckiego (Bułgaria, Kanada, Polska, Słowenia, Stany Zjednoczone i Turcja); oraz trzy kraje członkowskie Unii Europejskiej: Bułgaria, Polska i Słowenia. Nazwy tej nie uznawały m.in.: Francja, Niemcy, Hiszpania, Włochy, Meksyk i Australia. 11 sierpnia 2005 roku Rada Ministrów RP zdecydowała o posługiwaniu się przez Rzeczpospolitą Polską w stosunkach dwustronnych z państwem macedońskim nazwą Republika Macedonii.
W 2008 r. negocjowano porozumienie między krajami, ale Grecy zablokowali jego wejście w życie i zawetowali zaproszenie Macedonii do Organizacji Traktatu Północnoatlantyckiego (NATO) i integracji z Unią Europejską. W następnych latach spór się zaostrzał, m.in. Macedończycy nazwali stołeczne lotnisko i najważniejszą autostradę imieniem Aleksandra Wielkiego i zbudowali wiele jego pomników. W 2018 r., po objęciu stanowiska przez nowego premiera Macedonii Zorana Zaewa, m.in. zmieniono nazwę głównego lotniska i autostrady Macedonii i zasygnalizowano gotowość do ustępstw w postaci dodania do nazwy kraju geograficznego określenia (np. Macedonia Północna, Nowa Macedonia lub Górna Macedonia).
W maju 2018 r. Premier Macedonii Zoran Zaew ogłosił, że doszło do porozumienia z Grecją w sprawie nazwy państwa, które miałoby nazywać się Republiką Macedonii Ilindeńskiej, jednak sprzeciw wobec porozumienia wyraziły partie opozycyjne zarówno w Grecji, jak i w Macedonii. 12 czerwca tego samego roku premierzy obu krajów – Aleksis Cipras i Zoran Zaew – potwierdzili osiągnięcie porozumienia w sprawie zmiany nazwy Macedonii na Republika Macedonii Północnej (Република Северна Македонија), w skrócie Macedonia Północna (Северна Македонија).
11 stycznia 2019 r. macedoński parlament ratyfikował porozumienie z Prespy, akceptując poprawki do konstytucji sankcjonujące zmianę nazwy kraju na Macedonia Północna. Dwa tygodnie później, 25 stycznia, porozumienie ratyfikował parlament grecki. Nowa nazwa kraju, „Republika Macedonii Północnej”, oficjalnie weszła w życie 12 lutego 2019 roku.

## Geografia

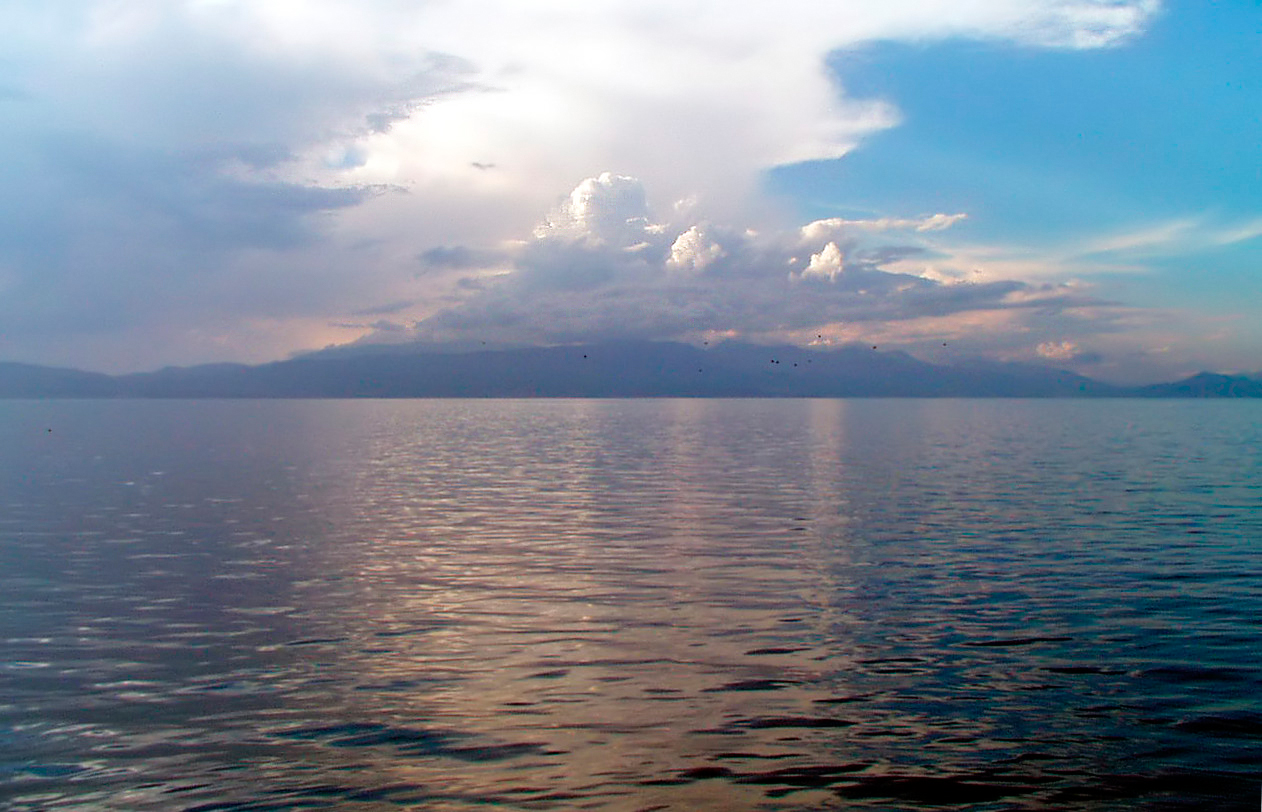
Jezioro Ochrydzkie

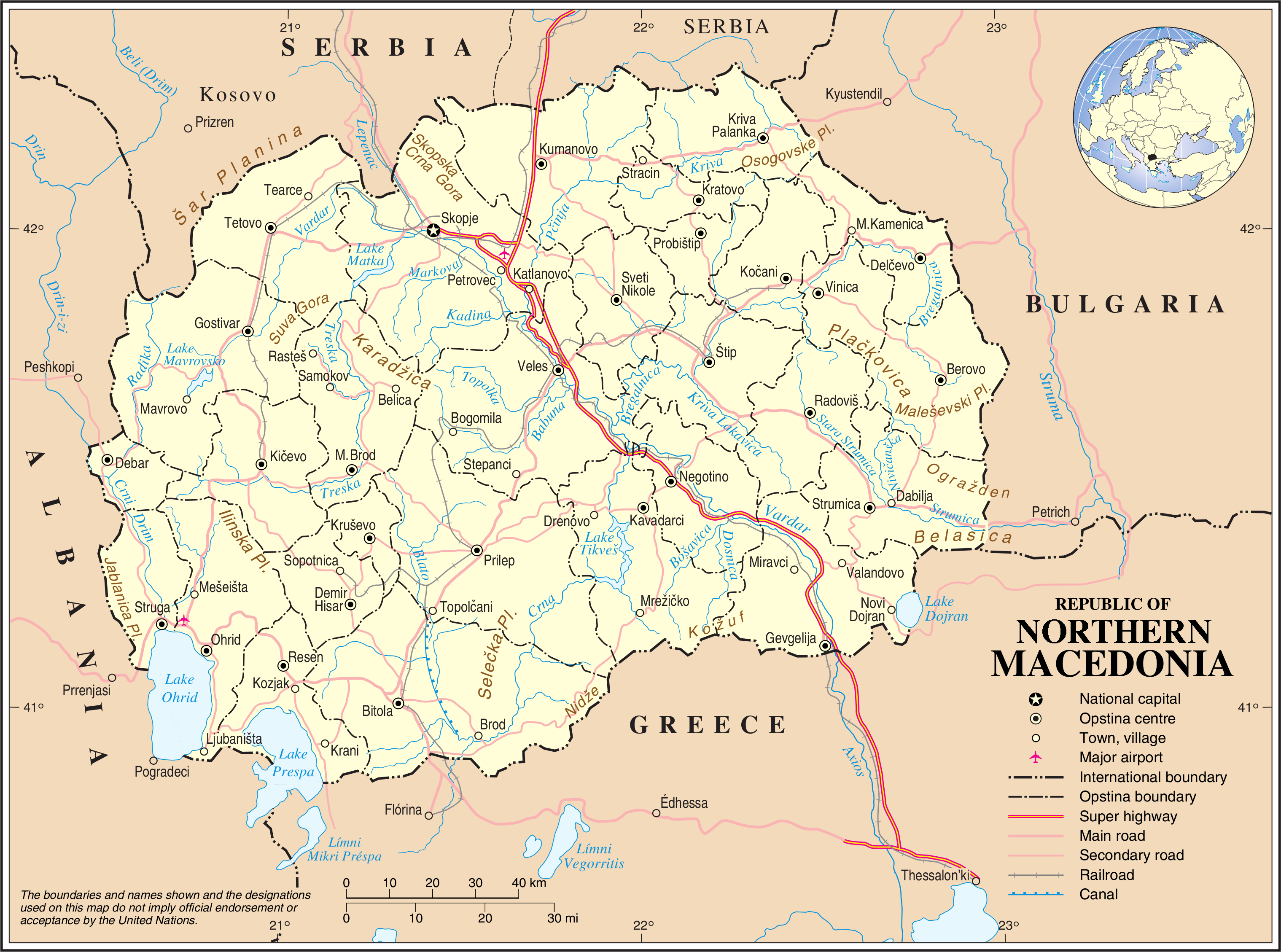
Mapa kraju

- Powierzchnia całkowita: 25 713 km²
- Powierzchnia lądowa: 24 856 km²
- Powierzchnia wód: 447 km²
- Całkowita granica lądowa: 748 km
- Długość wybrzeża: nie ma dostępu do morza
- Długość granic z sąsiadującymi państwami: Albania 151 km, Bułgaria 148 km, Grecja 228 km, Kosowo 159 km, Serbia 62 km.
- Najwyższy punkt: Golem Korab, 2764 m n.p.m.
- Najniższy punkt: rzeka Wardar na granicy z Grecją, 50 m n.p.m.

Macedonia Północna jest krajem w przeważającej mierze górskim i wyżynnym. Na terenie całego kraju są rozrzucone pasma górskie. Najwyższe z nich to Korab i Szar Płanina. Między masywami leżą kotliny – Priłepsko Połe w dolinie Crnej Reki, Połog w dolinie górnego Wardaru, Owcze Połe i Koczansko Połe nad Bregałnicą oraz doliny większych rzek – Strumicy, Wardaru i Drinu.
Najdłuższą rzeką Macedonii Północnej jest Wardar (320 km długości), którego największymi dopływami są Treska, Pczińa, Bregałnica i Crna Reka. Poza tym terytorium Macedonii Płn. odwadniają jeszcze Drin i Strumica. Wardar i Strumica należą do zlewiska Morza Egejskiego, Drin – do zlewiska Morza Adriatyckiego.

## Gospodarka
W przemyśle dominuje przemysł przetwórczy. Występują liczne huty, głównie szkła i miedzi.
Handel rozwija się wraz ze wzrostem zamożności obywateli.
PKB na osobę w Macedonii Płn. wynosi 8,5 tysiąca dolarów (mierzone parytetem siły nabywczej).
Udział w PKB:
- Rolnictwo: 11,9%
- Przemysł: 28,2%
- Usługi: 59,9%.

### Rolnictwo
Macedonia – kraina historyczna
     Republika Macedonii Północnej
     regiony Macedonia Zachodnia, Macedonia Środkowa i część regionu Macedonia Wschodnia i Tracja w Grecji
     Obwód Błagojewgrad w Bułgarii
     starożytne Królestwo Macedonii

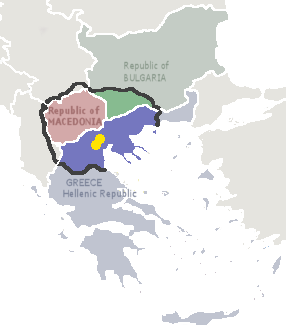
Macedonia – kraina historyczna
Republika Macedonii Północnej
regiony Macedonia Zachodnia, Macedonia Środkowa i część regionu Macedonia Wschodnia i Tracja w Grecji
Obwód Błagojewgrad w Bułgarii
starożytne Królestwo Macedonii

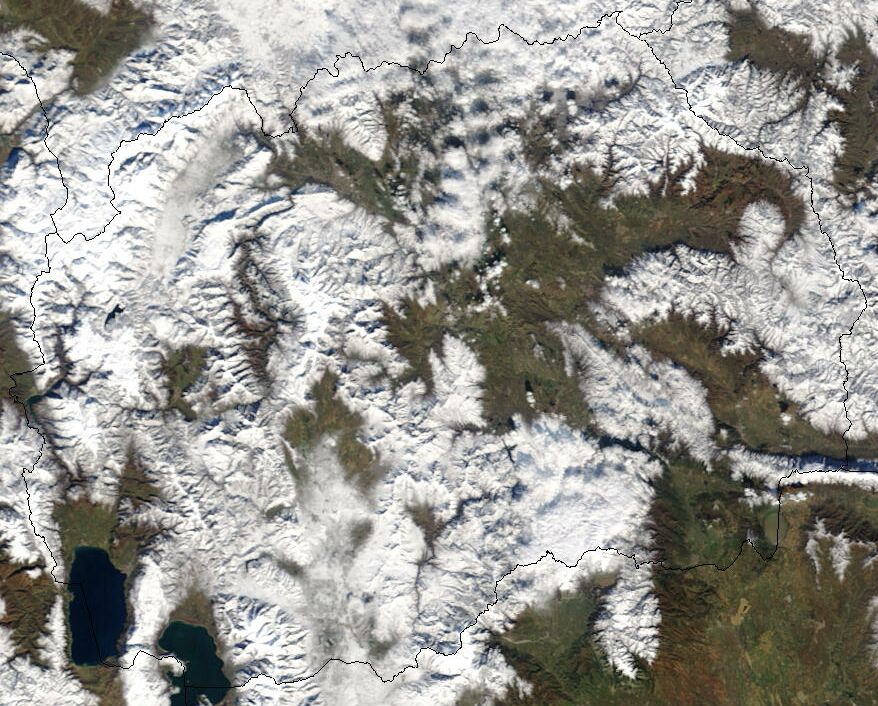
Obraz satelitarny Macedonii Północnej

Użytki rolne w kraju (głównie górskie pastwiska) zajmują około 40% powierzchni kraju. W dolinach rzek i kotlinach śródgórskich uprawa zbóż (pszenica, kukurydza), buraków cukrowych, słoneczników, bawełny i tytoniu. Rozwinięte warzywnictwo (pomidory, papryka, arbuzy) i sadownictwo (jabłonie (głównie w okolicy Prespy), grusze, brzoskwinie, śliwy). Na nasłonecznionych, południowych zboczach dolin plantacje winorośli. W górach pasterska hodowla owiec.

### Przemysł
Niewielkie wydobycie węgla brunatnego (niedaleko Kumanowa), rud żelaza, chromu, cynku i ołowiu oraz antymonu. Produkcja energii elektrycznej głównie w małych elektrowniach wodnych. Przemysł przetwórczy skoncentrowany w większych miastach (spożywczy, włókienniczy, metalurgiczny, chemiczny i drzewny), w Skopju huta żelaza. Rzemiosło artystyczne: wyroby ze srebra, złota, drewna, dywany.

### Emisja gazów cieplarnianych
Emisja równoważnika dwutlenku węgla z terenu Socjalistycznej Republiki Macedonii wyniosła w 1990 roku 14,173 Mt, z czego 11,202 Mt stanowił dwutlenek węgla. W przeliczeniu na mieszkańca emisja wyniosła wówczas 5,611 t dwutlenku węgla, a w przeliczeniu na 1000 dolarów PKB 583 kg. Głównym źródłem emisji była wówczas energetyka. Po rozpadzie Jugosławii emisje w republice nieco spadły, a od połowy lat 90. wahały się, nie osiągając jednak poziomu z roku 1990, i bardziej znacząco spadają po 2011. W 2018 emisja dwutlenku węgla pochodzenia kopalnego wyniosła 8,074 Mt, a w przeliczeniu na mieszkańca 3,872 t i w przeliczeniu na 1000 dolarów PKB 287 kg. W tym czasie wzrósł udział emisji z transportu, ale energetyka pozostała główną branżą odpowiedzialną za emisję.

### Turystyka
W 2016 roku kraj ten odwiedziło 510 tys. turystów (5,1% więcej niż w roku poprzednim), generując dla niego przychody na poziomie 285 mln dolarów. Najwięcej turystów przyjechało z Turcji, Serbii, Grecji, Holandii i Bułgarii.
Turyści najczęściej odwiedzają Ochrydę, Skopje i Bitolę. Macedonia Północna ma również wiele atrakcji przyrodniczych. W kraju znajdują się trzy parki narodowe: Pelister, Galiczica, Mawrowo i różne inne atrakcje naturalne, np. kanion Matka, jezioro Prespa, czy jezioro Berowo.

## Główne miasta
| Nazwa polska | Nazwa macedońska        |
| ------------ | ----------------------- |
| Bitola       | Битола/Bitoła           |
| Gostiwar     | Гостивар/Gostivar       |
| Kiczewo      | Кичево/Kičevo           |
| Kumanowo     | Куманово/Kumanovo       |
| Ochryda      | Охрид/Ohrid             |
| Prilep       | Прилеп/Prilep           |
| Skopje       | Скопје/Skopje (stolica) |
| Sztip        | Штип/Štip               |
| Tetowo       | Тетово/Tetovo           |
| Wełes        | Велес/Vełes             |
| Radowisz     | Радовиш/Radoviš         |

## Podział administracyjny
Macedonia Północna jest podzielona na 80 gmin (општина – opsztina), z tego 10 gmin wchodzi w skład miasta Skopje.

## Demografia
Macedończycy
     Albańczycy
     Turcy
     Populacja mieszana
Narodowości:

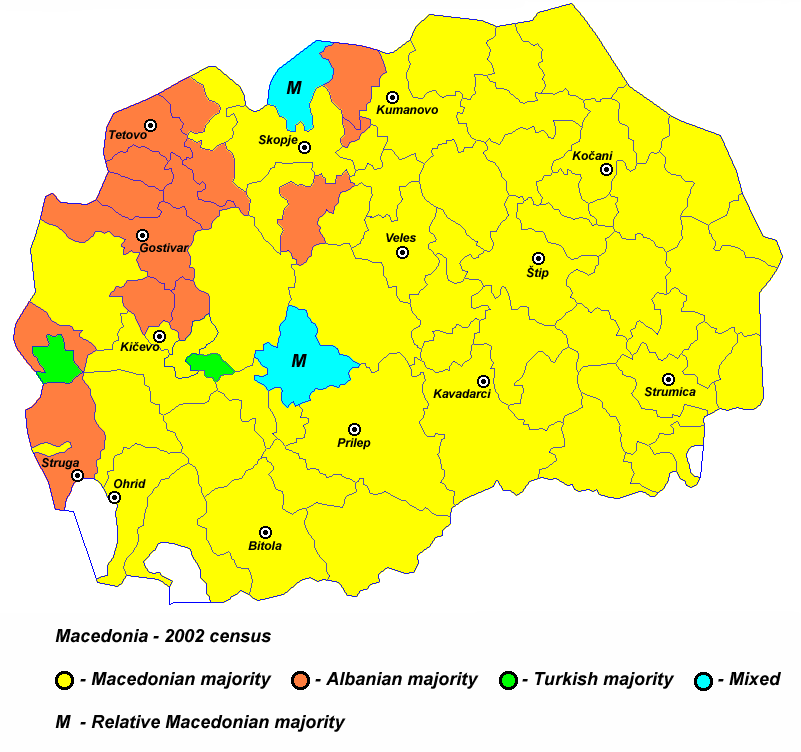
Grupy etniczne według spisu powszechnego w 2002 r.
Macedończycy
Albańczycy
Turcy
Populacja mieszana

- Macedończycy 64,2% (zamieszkujący większość kraju)
- Albańczycy 25,2% (zamieszkujący na zachodzie przy granicy z Albanią)
- Turcy 3,9% (w o wiele mniejszym stopniu niż Albańczycy na zachodzie)
- Romowie 2,7%; (w środkowej i północnej części kraju)
- Serbowie 1,8%;
- pozostali 2,4%

Religie:
- prawosławie 61,6% (zobacz: Macedoński Kościół Prawosławny, Prawosławne arcybiskupstwo Ochrydzkie);
- islam 34,2% (głównie Albańczycy i Turcy)
- bezwyznaniowi 1,9%;
- katolicyzm 1,9% (zobacz: Diecezja skopijska);
- protestantyzm 0,3% (zobacz: Protestantyzm w Macedonii Północnej);
- Świadkowie Jehowy 0,06% (zobacz: Świadkowie Jehowy w Macedonii Północnej);

Źródło: Joshua Project 2010